# Jens Urban
Jens Urban ist ein deutscher Drehbuchautor.

## Karriere
Urban arbeitet seit 1999 als Autor. Er hat die Drehbücher zu zahlreichen Fernsehfilmen sowie zu den Kinofilmen Nachts im Park, verfilmt mit Heino Ferch und Heike Makatsch, und Epsteins Nacht, verfilmt mit Mario Adorf und Bruno Ganz, verfasst. Neben seinen selbstverfassten Drehbüchern war er auch als Co-Autor an mehreren Fernsehfilmen, unter anderem einem Tatort beteiligt und überarbeitete im Auftrag der Produktionsfirmen verschiedene Drehbücher, beispielsweise das zu Der Bibelcode. Vor seiner Autorenkarriere hat Urban zunächst Medizin, später Germanistik, Anglistik und Geschichte studiert.

## Filmografie (Auswahl)
- 2001: Liebe, Lust und Leidenschaft
- 2002: Nachts im Park
- 2002: Epsteins Nacht[2]
- 2003: Beach Boys – Rette sich wer kann
- 2003: Küssen verboten, Baggern erlaubt
- 2003: Wilsberg – Wilsberg und der stumme Zeuge
- 2004: Das allerbeste Stück
- 2004: Prinzessin macht blau
- 2005: Vorsicht Schwiegermutter!
- 2005: Mädchen über Bord
- 2005: Macho im Schleudergang
- 2006: Die Sextherapeutin
- 2007: Phänomen Mord[3]
- 2011: Countdown – Die Jagd beginnt (2 Folgen)
- 2011: Marie Brand und der Sündenfall
- 2012: Die Aufnahmeprüfung
- 2014: Wir tun es für Geld
- 2014: Überleben an der Scheidungsfront
- 2016: Einfach Rosa – Die zweite Chance
- 2018: Cecelia Ahern – Dich zu lieben
- 2020: Kinder und andere Baustellen
- 2020: Daheim in den Bergen – Väter (Fernsehserie)
- 2023: Ein Sommer auf Malta